# Joséphine vendue par ses sœurs
Pour plus de détails, voir Fiche technique et Distribution.
Joséphine vendue par ses sœurs est un film muet français réalisé par Georges Denola, sorti en 1913.
Il s'agit d'une adaptation de l'opéra Joséphine vendue par ses sœurs, opéra-bouffe en trois actes, avec un livret de Paul Ferrier et Fabrice Carré et une musique de Victor Roger, créé à Paris, au théâtre des Bouffes-Parisiens le 20 mars 1886, parodie sur l'histoire biblique de Joseph vendu par ses frères.

## Fiche technique
Source IMDb
- Titre : Joséphine vendue par ses sœurs
- Réalisation : Georges Denola
- Scénario : d'après l'opéra-bouffe de Paul Ferrier et Fabrice Carré (1886)
- Photographie :
- Montage :
- Producteur :
- Société de production : Société cinématographique des auteurs et gens de lettres (S.C.A.G.L)
- Société de distribution :  Pathé Frères
- Pays d'origine :  France
- Langue : film muet avec les intertitres en français
- Format : Noir et blanc — 35 mm — 1,33:1 — Muet - Procédé cinématographique : sphérique
- Genre : Comédie
- Métrage : 725 mètres
- Durée : 24 minutes et 20 secondes
- Dates de sortie :
  - Royaume-Uni : 12 mars 1913
  - France : 25 avril 1913

## Distribution
Source IMDb
- Suzanne Dehelly : Joséphine
- Rosine Maurel : Mme Jacob
- Mado Floréal : Benjamine
- Cécile Barré :
- Louis Baron fils : Pharaon Pacha
- Louis Blanche : Putiphar Bey
- Émile Mylo : Montosol